# Oligosoma hardyi
Oligosoma hardyi — вид сцинкоподібних ящірок родини сцинкових (Scincidae). Ендемік Нової Зеландії. Вид названий на часть новозеландського гепетолога Грема Харді.

## Поширення і екологія
Ophiomorus hardyi є ендеміками островів Бідних Лицарів, розташованих на півночі Нової Зеландії. Вони живуть в чагарникових заростях, часто ховаються серед густої рослинності і скель, рідко гріються на сонці. Живляться безхребетними.

## Збереження
МСОП класифікує цей вид як вразливий. Oligosoma hardyi загрожує можлива поява на островах інвазивних хижаків.